# عوض راغب
عوض راغب (انگلیسی: Awad Ragheb؛ زادهٔ ۱۹ مهٔ ۱۹۸۲) بازیکن فوتبال اهل اردن بود.
از باشگاه‌هایی که در آن بازی کرده است می‌توان به باشگاه ورزشی حطین، باشگاه فوتبال الجزیره (امان)، باشگاه ورزشی الوحدات، باشگاه فوتبال الشباب اردن، و باشگاه ورزشی الرفاع اشاره کرد.
وی همچنین در تیم ملی فوتبال اردن بازی کرده است.